# IC 4592
IC 4592 (auch Blue Horsehead oder Blauer Pferdekopfnebel) bezeichnet einen Reflexionsnebel und einen Stern (14 Sco) im Sternbild Skorpion südlich der Ekliptik.
Das Objekt wurde am 23. Mai 1895 von Edward Barnard entdeckt.